# Allure of the Seas
El Allure of the Seas es un crucero de la clase Oasis, propiedad de la Royal Caribbean International. Fue construido en los astilleros de STX Europe en Turku (Finlandia) como el buque hermano del Oasis of the Seas. El Allure of the Seas realizó su viaje inaugural en diciembre de 2010.
El Allure y el Oasis fueron los barcos de pasajeros más grandes del mundo, a pesar de que técnicamente el Allure es 5 cm más largo que su gemelo. Ambos fueron diseñados bajo el nombre "Proyecto Génesis", y actualmente tienen otros cuatro gemelos más.

## Historia

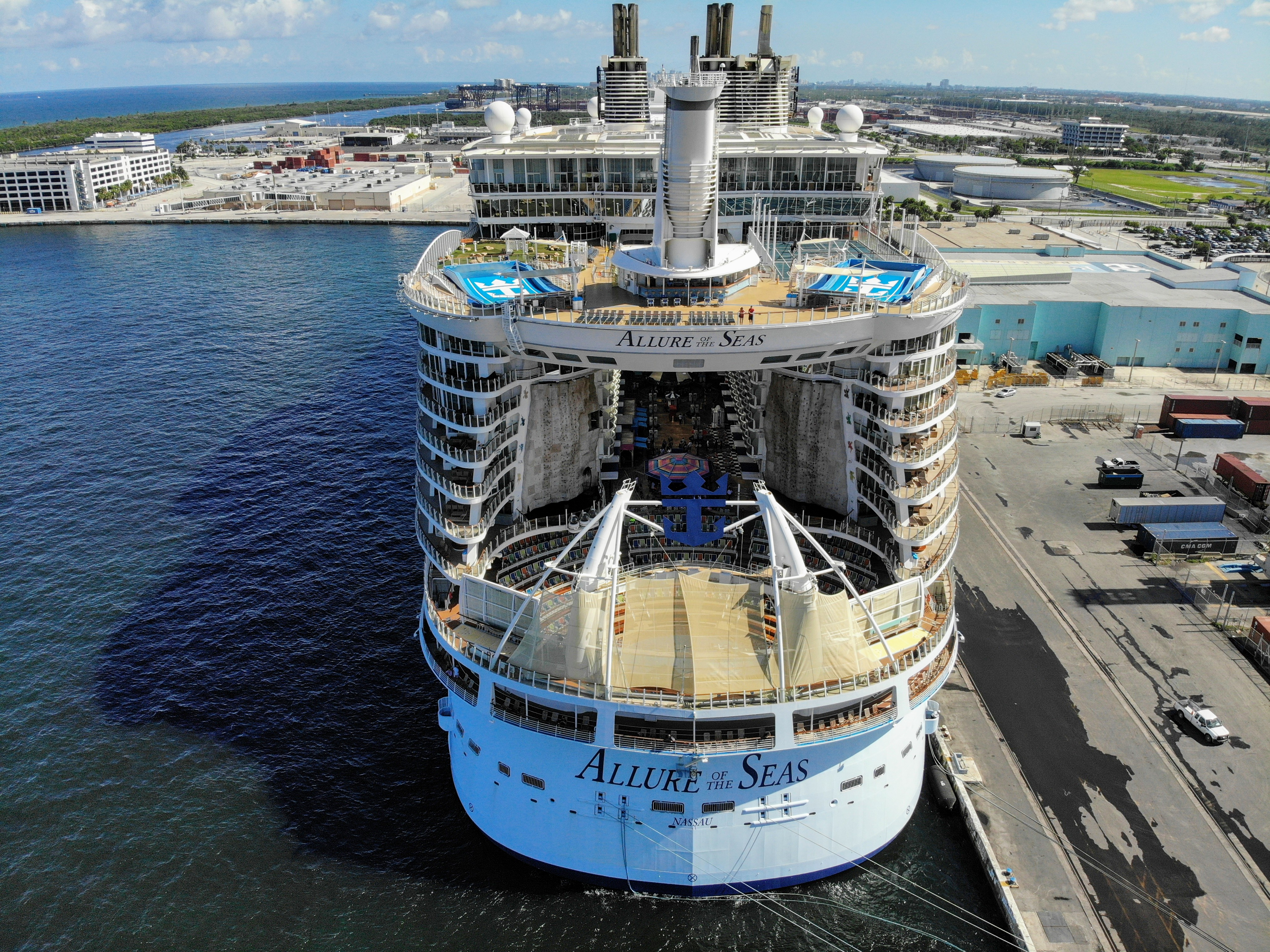
Vista aérea trasera del Allure of the Seas.

Zarpó del astillero de Turku el 29 de octubre de 2010, dirigiéndose a su puerto de registro, Port Everglades, a donde llegaría el 11 de noviembre. El barco está equipado con chimeneas telescópicas para poder pasar por debajo de puentes como el de Storebaelt.
En noviembre de 2013 Royal Caribbean canceló el crucero previsto para salir el 23 de febrero de 2014 debido a que el buque tenía que sufrir reparaciones en uno de sus motores
A principios de febrero de 2014, Royal Caribbean anunció que el Allure of the Seas tendría como puerto base a la ciudad de Barcelona durante la temporada estival del 2015. Días después la misma compañía comunicaba que dado el tamaño del buque, este ocuparía dos terminales en el puerto catalán.
El 24 de febrero de 2025, el Allure entró en dique seco en Navantia, Cádiz, para someterse a una profunda remodelación. En ella se han ampliado camarotes de proa, creado nuevas piscinas, jacuzzis y bares y se han instalado más de 100 camarotes nuevos. Entre las nuevas instalaciones se encuentra el inmenso tobogán Ultimate Abyss a popa, de 10 pisos de altura, los toboganes acuáticos The Perfect Storm, un Escape Room o dos nuevas Ultimate Panoramic Suites, construidas sobre el puente de mando.
El Allure retrasó su salida del astillero por un problema en las hélices, pero finalmente zarpó el 15 de abril camino de Barcelona.

## Distribución interior

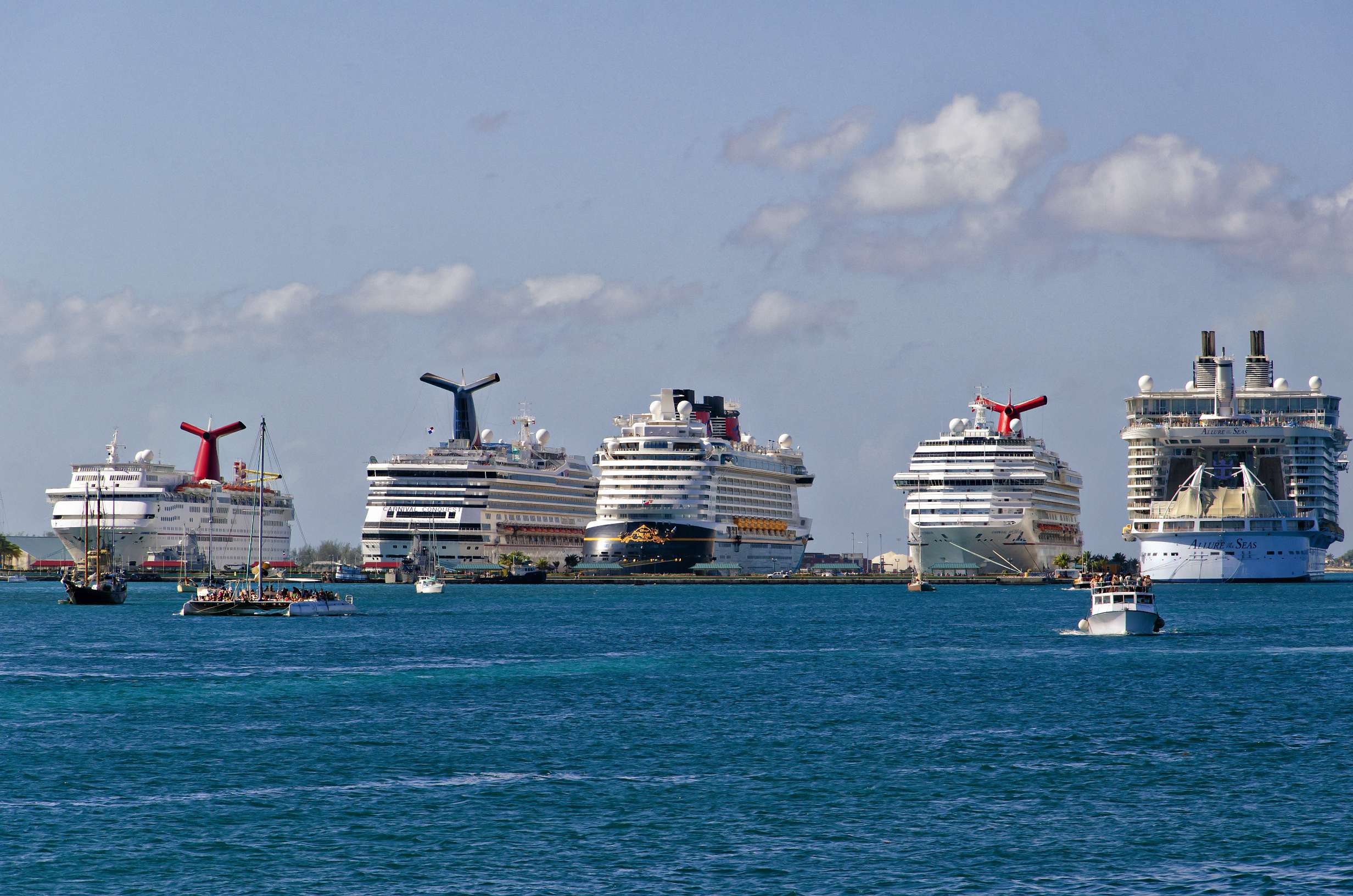
El Allure of the Seas en puerto (a la derecha)

La habilitación para pasaje del Allure of the Seas se divide en los llamados "vecindarios". El navío cuenta con 7 de estos vecindarios, estando cada uno equipado con atracciones:
- Royal Promenade: Donde se encuentra el bar de doble altura y algunos restaurantes,y también tiendas
- Central Park: Es la zona verde del barco, hay plantas de todas partes del mundo y también se encuentra el restaurante 150 Central Park.
- Boardwalk: Se encuentra el aqua theater (teatro de agua), el carrusel entre otros.
- Entertainment Place: Está ubicado bajo el Royal Promenade se encuentra la pista de patinaje sobre hielo, el casino y una entrada al amber theater.
- Vitality At Sea: Es la zona donde se encuentra el spa y el gimnasio.
- Pool And Sports Zone: Es la cubierta principal donde se encuentran las piscinas el solárium bistró y la zona de deportes.
- Youth Zone: Es un vecindario completo donde se encuentran atracciones para niños hasta los doce años. La Youth Zone está dividida en 3 zonas; Aquanauts, Explorers y Voyagers, cada una para niños de distintas edades.